# Джеймс Ван
Джеймс Ван (англ. James Wan, нар. 26 лютого 1977) — австралійський кінорежисер, кінопродюсер і сценарист. Відомий як кінорежисер багатьох фільмів жахів, серед яких: «Пила: Гра на виживання», «Астрал» та «Закляття».

## Біографія
Джеймс Ван народився в родині китайського походження в місті Кучинг (Малайзія), але з 7 років проживав у австралійському місті Перт. В 11 років уперше висловив бажання стати кінорежисером. Здобув ступінь бакалавра в Мельбурнському королівському технологічному університеті. Разом з другом Лі Воннеллом, з котрим познайомився під час навчання, зняв свій перший повнометражний фільм «Пила: Гра на виживання».

## Фільмографія

### Фільми
| Рік  | Українська назва                | Роль    | Роль     | Роль      | Примітки                               |
| Рік  | Українська назва                | Режисер | Продюсер | Сценарист | Примітки                               |
| ---- | ------------------------------- | ------- | -------- | --------- | -------------------------------------- |
| 2003 | Пила                            | Так     | Ні       | Так       | короткометражний фільм; також монтажер |
| 2004 | Пила: Гра на виживання          | Так     | Ні       | Так       |                                        |
| 2007 | Мертва тиша                     | Так     | Так      | Ні        |                                        |
| 2007 | Смертний вирок                  | Так     | Ні       | Ні        |                                        |
| 2011 | Астрал                          | Так     | Ні       | Ні        | також монтажер                         |
| 2013 | Закляття                        | Так     | Ні       | Ні        |                                        |
| 2013 | Астрал. Частина 2               | Так     | Так      | Ні        |                                        |
| 2015 | Форсаж 7                        | Так     | Ні       | Ні        |                                        |
| 2016 | Закляття 2: Енфілдська справа   | Так     | Так      | Так       |                                        |
| 2018 | Аквамен                         | Так     | Ні       | Ні        |                                        |
| 2019 | Анабель 3                       | Ні      | Так      | Так       |                                        |
| 2021 | Закляття 3: За велінням диявола | Ні      | Так      | Історія   |                                        |
| 2021 | Втілення зла                    | Так     | Так      | Історія   |                                        |
| 2023 | Аквамен і загублене королівство | Так     | Так      | Ні        |                                        |
| 2025 | Закляття 4: Останні обряди      | Ні      | Так      | Історія   |                                        |
| 2026 | Соулм8йт                        | Ні      | Так      | Історія   |                                        |

| Продюсер - Анабель (2014) - Demonic (2015) - Астрал: Частина 3 (2015) - Не вимикай світло (2016) - Анабель: Створення (2017) - Астрал: Останній ключ (2018) - Монахиня (2018) - Прокляття Ла Йорони (2019) - Мортал Комбат (2021) - Закляття 3: За велінням диявола (2021) - There's Someone Inside Your House (2021) - M3GAN (2022) - Астрал: Червоні двері (2023) - Монахиня II (2023) - Нічний заплив (2024) - Салемз Лот (2024) - Мавпа (2025) - M3GAN 2.0 (2025) - Мортал Комбат 2 (2025) - Мумія (2026) | Виконавчий продюсер - Пила 2 (2005) - Пила 3 (2006) - Пила 4 (2007) - Пила 5 (2008) - Пила 6 (2009) - Пила 3D (2010) - Пила 8 (2017) - Пила: Спіраль (2021) - Пила X (2023) |  |

### Телебачення
| 2016–2021 | Новий агент МакГайвер              | Епізод "The Rising" | 95 епізодів            |             |
| 2019      | Болотяна істота                    | Ні                  | 10 епізодів            |             |
| 2021      | Аквамен: Король Атлантиди          | Ні                  | 3 епізоди              | Мультсеріал |
| 2021      | Я знаю, що ви скоїли минулого літа | Ні                  | Епізод "It's Thursday" |             |
| 2022      | Архів 81                           | Ні                  | 8 епізодів             |             |
| 2024      | Горнятко                           | Ні                  | 6 епізодів             |             |